# Ханега на реке Пирсагат
«Ханега на реке Пирсагат» (азерб. Pirsaat xanəgahı) — укрепление Пир-Ханега с гробницей Пир-Гусейна, расположенное на крутом берегу реки Пирсагат, на древнем торговом пути из Шемахи в Иран и другие страны Ближнего Востока. Расположена Ханега близ села Губалы Балоглан Гаджигабульского района Азербайджана.

## История ханеги
Об этом памятнике имеется ряд сообщений академика Б. Дорна, проф. Б. ДеНике и В. Сысоева.
Весь комплекс сооружений укрепления состоял из четырёх крепостных стен, ориентированных по странам света, с некоторым отклонением от меридиана; мечети с гробницей и прочими помещениями у западной стены; помещения неизвестного назначения у северной стены; минарета во дворе укрепления; конюшни, расположенной вне стен укрепления; ряда мелких помещений в юго-западной, северной частях.
В хорошем состоянии до нас дошли только мечеть, находящаяся внутри четырёхугольной крепостной стены, усыпальница Пир-Гусейна и минарет.

## Архитектура
Вход в мечеть проходил через помещение, которое примыкало в прошлом к её восточной стене. Резное шебеке украшает южную внутреннюю стену мечети. В центре расположен михраб, по бокам которой — два покрытых орнаментом панно. Только в одной, средней надписи михраба сохранились фрагменты глазури.

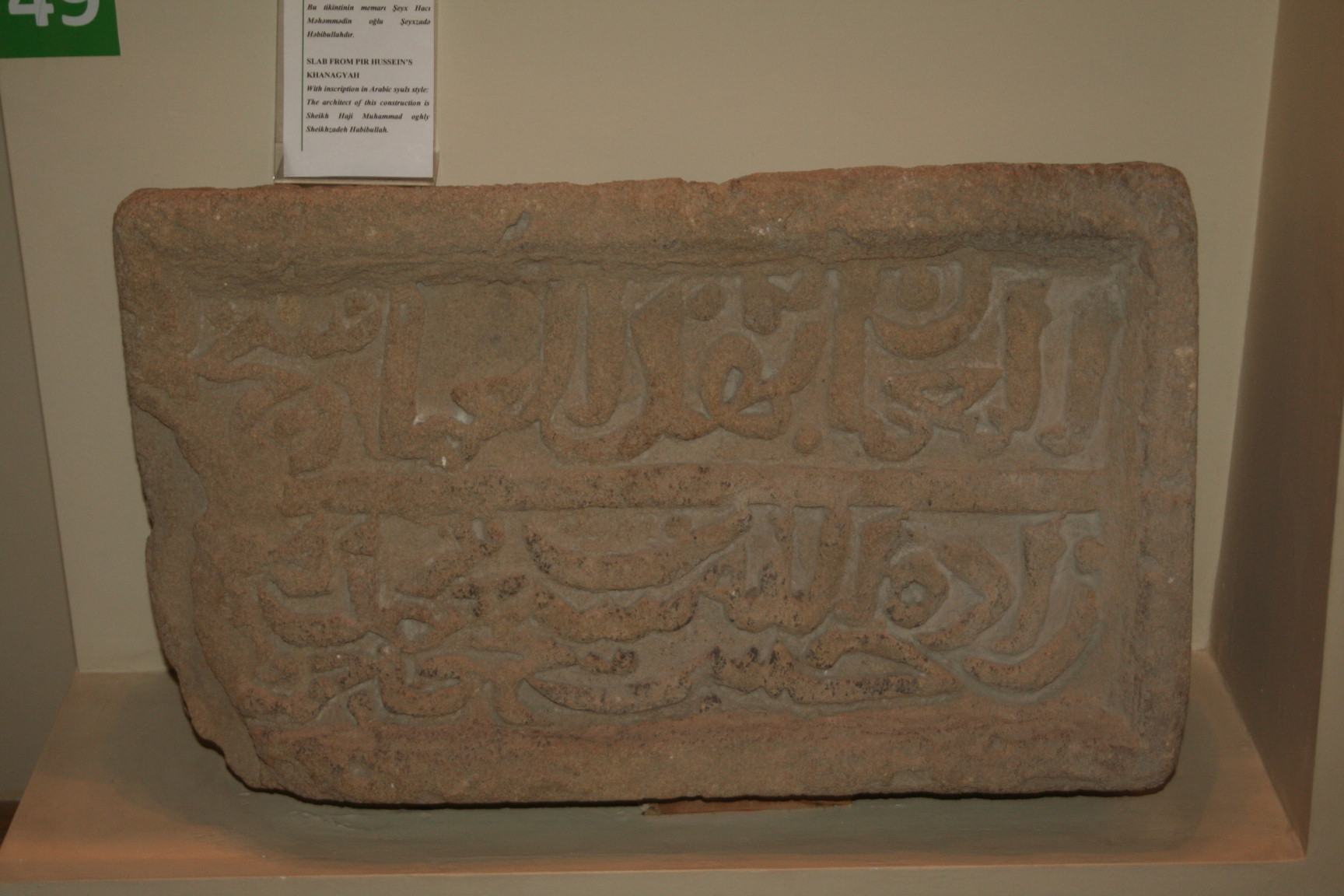
Каменная плита на арабском языке с именем архитектора, располагавшаяся над воротами ханеги. Музей истории Азербайджана, Баку

Гробница Пир-Гусейна находится в помещении, стены которого были покрыты полихромными керамическими плитками с люстровыми росписями.
Минарет имеет в плане квадрат сечением 3×3 м высотою около 17 м. Минарет имеет внутри винтовую лестницу и сложен из камня на известковом растворе.
К юго-востоку от укрепления располагалась конюшня с помещением для конюхов.
Об оборонительном характере всего комплекса сооружений свидетельствуют бойницы в крепостных стенах, а также высокие угловые башни.
В Музее истории Азербайджана в Баку экспонируется каменная плита, располагавшаяся над воротами ханеги. На этой плите на арабском стилем сулюс написано имя архитектора: Шейх Гаджи сын Гаджи Мухаммеда Шейхзаде Хабибуллах